# Archichlora engenes
Archichlora engenes là một loài bướm đêm trong họ Geometridae.